# Cruriraja
A Cruriraja a porcos halak (Chondrichthyes) osztályának rájaalakúak (Rajiformes) rendjébe, ezen belül a Gurgesiellidae családjába tartozó nem.

## Tudnivalók
A Cruriraja-fajok többsége az Atlanti-óceánban fordul elő; az atlanti fajokból kettő az Indiai-óceán délnyugati részén is megtalálható. Míg két faj, csak ebben az utóbbi óceánban található meg. Ezek a porcos halak fajtól függően 31–59,4 centiméteresek.

## Rendszerezés
A nembe az alábbi 8 élő faj tartozik:
- Cruriraja andamanica (Lloyd, 1909)
- Cruriraja atlantis Bigelow & Schroeder, 1948 - típusfaj
- Cruriraja cadenati Bigelow & Schroeder, 1962
- Cruriraja durbanensis (von Bonde & Swart, 1923)
- Cruriraja hulleyi Aschliman, Ebert & Compagno, 2010
- Cruriraja parcomaculata (von Bonde & Swart, 1923)
- Cruriraja poeyi Bigelow & Schroeder, 1948
- Cruriraja rugosa Bigelow & Schroeder, 1958